# Oberleitungs- und Stromabnehmerbereich
Der Oberleitungs- und Stromabnehmerbereich beschreibt den Raum entlang und über einem Gleis einer elektrischen Bahn beziehungsweise der Fahrbahn eines Oberleitungsbusses, innerhalb dessen voll oder teilweise elektrisch leitfähige Teile sowie elektrische Betriebsmittel in eine Schutzmaßnahme zum Zweck der elektrischen Sicherheit einbezogen werden müssen.

## Oberleitungsbereich

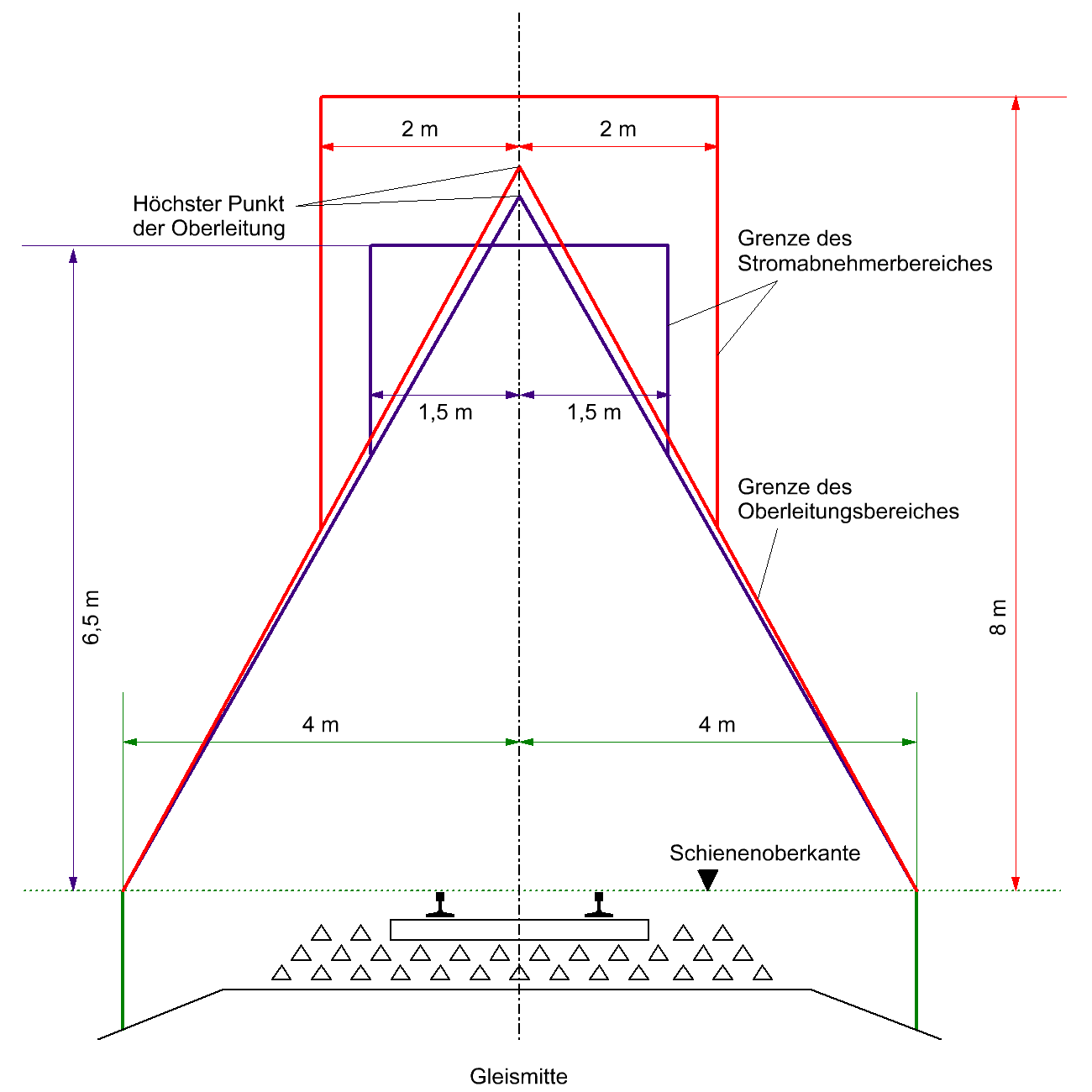
Oberleitungs- und Stromabnehmerbereich
rot: Deutsche Bahn AG
blau: Stuttgarter Straßenbahnen AG (beispielhaft)
grün: Festlegung nach EN 50122-1

Dieser Bereich, oft auch einfach als Rissbereich bezeichnet, stellt ein nach oben mit der Spitze stehendes Dreieck dar, dessen Grenze eine gerissene Oberleitung in der Regel nicht überschreitet. Die maximale halbe Breite des Oberleitungsbereiches beträgt 4 m ab Gleismitte auf Höhe Schienenoberkante und ist normativ vorgegeben. Die nach oben zeigende Spitze ist der höchste Punkt der Oberleitung und ist bei einer Tragseilfahrleitung das Tragseil, sonst der Fahrdraht. Der höchste Punkt der Oberleitung wird vom Bahnbetreiber festgelegt. Die Grenze des Oberleitungsbereiches verlängert sich unterhalb der Schienenoberkante senkrecht nach unten bis zur Erdoberfläche oder auf einer begehbaren Oberfläche einer Brücke. Bei einer Nachspannung oder einem Festpunkt erweitert sich der Oberleitungsbereich entsprechend. Für Oberleitungsstromschienen wird kein Oberleitungsbereich definiert, wenn ein Brechen unwahrscheinlich ist.

## Stromabnehmerbereich
Dieser Bereich stellt ein Rechteck dar, dessen Grenze ein unter Spannung stehender Stromabnehmer bei Bruch bzw. Entgleisung (Ausbügeln, Entdrahten) in der Regel nicht überschreitet. Die Größe des Stromabnehmerbereiches wird vom Bahnbetreiber festgelegt.

## Ursachen von Oberleitungsschäden
Ursachen für einen Oberleitungsschaden mit Riss von Fahrdraht, Tragseil oder Richtseil als Folge können sein:
- Baumsturz
- Individualverkehr mit unzulässig hohen oder ausgefahrenen Aufbauten
- Baustellenfahrzeuge, insbesondere Bagger
- defekte Stromabnehmer
- Materialermüdung von Oberleitungsbauteilen
- starke Vereisung

## Normen und Richtlinien
- EN 50122-1 (VDE 0115-3):2017-10, Bahnanwendungen – Ortsfeste Anlagen – Elektrische Sicherheit, Erdung und Rückleitung – Teil 1: Schutzmaßnahmen gegen elektrischen Schlag
- DB-Richtlinie 997.0204, Bahnerdung planen, 2013-03
- VDV 507: 2019-08, Aufbau und Schutzmaßnahmen von elektrischen Energieanlagen an Strecken von Gleichstrom-Nahverkehrsbahnen